# If the World Just Danced
«If the World Just Danced» (с англ. — «Если бы мир просто танцевал») — песня, записанная американской певицей Дайаной Росс для её двадцать пятого студийного альбома Thank You. Она была выпущена в качестве второго сингла с альбома 3 сентября 2021 года.

## Музыкальное видео
Официальное музыкальное видео было выпущено 19 октября 2021 года. Видео было создано на основе нескольких десятков видеороликов, собранных поклонниками Росс по всему миру. Представляя, на что это было бы похоже, «если бы мир просто танцевал», фанаты отправили десятки видеороликов в TikTok с тегом #IfTheWorldJustDanced.

## Отзывы критиков
Сингл был встречен в основном отрицательными отзывами. Так, Алексис Петридис из The Guardian назвал песню «ужасным анемичным поп-хаусом», который, по его мнению, «является настолько унизителен для Дайаны Росс, что ей наверняка пришлось надевать водолазный шлем во время записи». Рецензент Алекс Джеффри из musicOMH также дал негативную оценку синглу, который, как он считает, «более чем наполовину посвящен тому, что гей-аудитория Росс может хотеть от неё сегодня». Он заметил, что «в песне нет внятного припева, а сама она слишком бесплотная, чтобы закрепиться в танцевальных чартах Billboard». Тем не менее, он отметил голос Росс, «большая часть которого с возрастом изменилась, и удобно вписывается в добродушную танцевальную атмосферу, не слишком стараясь быть эффектным». Стив Говориц из PopMatters написал, что «песня кажется статичной и усталой, несмотря на танцевальные ритмы», и хотя «Росс тщательно произносит слова, но она не вкладывает в них чувства».

## Версии и ремиксы
Цифровая загрузка, стриминг
1. «If the World Just Danced» — 3:44

Цифровая загрузка, стриминг — Eric Kupper Remix
1. «If the World Just Danced» — 3:52

Цифровая загрузка, стриминг — MOTi Remix
1. «If the World Just Danced» — 3:29

## Чарты
| Чарт (2021)                               | Высшая позиция |
| ----------------------------------------- | -------------- |
| Великобритания (OCC UK Singles Downloads) | 56             |
| Великобритания (UK Singles Sales Chart)   | 57             |